# Calanthemis tenuis
Calanthemis tenuis là một loài bọ cánh cứng trong họ Cerambycidae.